# Damien Bonnard
Damien Bonnard (Alès, Francia, 22 de julio de 1978) es un actor francés especialmente conocido por su papel protagonista en Rester vertical.

## Filmografía
| Año  | Título                                        | Personaje           | Director                             | Notas                              |
| ---- | --------------------------------------------- | ------------------- | ------------------------------------ | ---------------------------------- |
| 2009 | La Mort de Philippe Sella                     | Damien              | Vincent Mariette                     | Cortometraje                       |
| 2010 | Hors-la-loi                                   | Empleado de cabaret | Rachid Bouchareb                     |                                    |
| 2010 | The Clink of Ice                              | Yob 2               | Bertrand Blier                       |                                    |
| 2010 | Rencontre                                     | Lucas               | Shane de La Brosse                   | Cortometraje                       |
| 2010 | L'Envers du ciel!                             | Compañero           | Eric Lavelle                         | Cortometraje                       |
| 2011 | Low Cost                                      | Pasajero            | Maurice Barthélemy                   |                                    |
| 2011 | Blanc                                         | The man             | Lucas Delangle                       | Cortometraje                       |
| 2011 | Je suis, tu étais, nous serons                | Thomas              | Romain Julien                        | Cortometraje                       |
| 2012 | Augustine                                     | Son Dumonteux       | Alice Winocour                       |                                    |
| 2012 | A Perfect Plan                                | Romain              | Pascal Chaumeil                      |                                    |
| 2012 | Orléans                                       |                     | Virgil Vernier                       | Cortometraje                       |
| 2012 | Faux frères                                   | Steven              | Lucas Delangle                       | Cortometraje                       |
| 2012 | Un week-end à Paris                           | The father          | Benjamin Cohenca                     | Cortometraje                       |
| 2012 | Le Monde à l'envers                           | The animator        | Sylvain Desclous                     | Cortometraje                       |
| 2012 | La Viande et le mulet                         | Fred                | Ellen Gerentes                       | Cortometraje                       |
| 2012 | Trafics                                       | Ronchart            | Olivier Barma                        | Serie de televisión (3 episodios)  |
| 2013 | La Pièce manquante                            | The trainer         | Nicolas Birkenstock                  |                                    |
| 2013 | Chaource                                      | Simon               | Noémie Landreau                      | Cortometraje                       |
| 2013 | Rétention                                     | The OFII speaker    | Thomas Kruithof                      | Cortometraje                       |
| 2013 | Je sens plus la vitesse                       | The barman          | Joanne Delachair                     | Cortometraje                       |
| 2013 | The Ballad of Billy the Kid                   | Cantante            | Rodolphe Pauly                       | Cortometraje                       |
| 2013 | L'Instant fragile de nos retrouvailles        | Alex                | Xavier Champagnac                    | Cortometraje                       |
| 2013 | Calme et clair, vue dégagée, pas de vis-à-vis | Josef               | Louis Dodin                          | Cortometraje                       |
| 2013 | La Famille Katz                               | The educator        | Arnauld Mercadier                    | Serie de televisión (1 episodio)   |
| 2013 | Nicolas Le Floch                              | The barker          | Philippe Bérenger                    | Serie de televisión (1 episodio)   |
| 2014 | Mercuriales                                   | The guardian        | Virgil Vernier                       |                                    |
| 2014 | Mon héros                                     | Rémi                | Sylvain Desclous                     | Cortometraje                       |
| 2014 | Après eux                                     | The party planner   | Antonin Desse                        | Cortometraje                       |
| 2014 | Petit lapin                                   | Damien              | Hubert Viel                          | Cortometraje                       |
| 2014 | Think of Me                                   | Guard               | Shanti Masud                         | Cortometraje                       |
| 2014 | Ce monde ancien                               | Mokrane             | Idir Serghine                        | Cortometraje                       |
| 2014 | Asesinato en...                               | Gabriel             | Christian Bonnet                     | Película de televisión             |
| 2015 | L'Astragale                                   | Young cop           | Brigitte Sy                          |                                    |
| 2015 | Through the Air                               | A worker            | Fred Grivois                         |                                    |
| 2015 | Les Filles                                    | Instructor          | Alice Douard                         | Cortometraje                       |
| 2015 | La Terre penche                               | Lucas               | Christelle Lheureux                  | Cortometraje                       |
| 2015 | Les bêtes sauvages                            |                     | Grégoire Motte & Éléonore Saintagnan | Cortometraje                       |
| 2015 | Papa, Alexandre, Maxime & Eduardo             | Maxime              | Simon Masnay                         | Cortometraje                       |
| 2015 | Paris                                         | Dany                | Gilles Bannier                       | Serie de televisión (2 episodios)  |
| 2016 | Vendeur                                       | Lilian              | Sylvain Desclous                     |                                    |
| 2016 | The Stopover                                  | The lieutenant      | Delphine and Muriel Coulin           |                                    |
| 2016 | Rester vertical                               | Léo                 | Alain Guiraudie                      |                                    |
| 2016 | La Ville bleue                                | Pierre              | Armel Hostiou                        | Cortometraje                       |
| 2016 | Loin de chez nous                             | Ben                 | Frédéric Scotlande                   | Serie de televisión (10 episodios) |
| 2017 | 9 Doigts                                      | Kurtz               | fr                                   |                                    |
| 2017 | Dunkerque                                     | French Soldier      | Christopher Nolan                    |                                    |
| 2017 | Thirst Street                                 | Jérôme              | Nathan Silver                        |                                    |
| 2017 | Basada en hechos reales                       | The perchman        | Roman Polanski                       |                                    |
| 2017 | Viré                                          | Polo                | Hugo Rousselin                       | Cortometraje                       |
| 2017 | Les Misérables                                | Laurent             | Ladj Ly                              | Cortometraje                       |
| 2018 | En liberté !                                  | Louis               | Pierre Salvadori                     |                                    |
| 2018 | Cross                                         | Serge               | Idir Serghine                        | Cortometraje                       |
| 2018 | The Night of the Plastic Bags                 | Marc-Antoine        | Gabriel Harel                        | Cortometraje                       |
| 2019 | Curiosa                                       | The publisher       | Lou Jeunet                           |                                    |
| 2019 | Le chant du loup                              | Officer SNLE        | Antonin Baudry                       |                                    |
| 2019 | Blanche comme neige                           | Pierre / François   | Anne Fontaine                        |                                    |
| 2019 | Les Misérables                                | Stéphane            | Ladj Ly                              |                                    |
| 2019 | El oficial y el espía                         | Desvernine          | Roman Polanski                       |                                    |
| 2019 | Bus N                                         |                     | Cloé Bailly                          | Cortometraje                       |
| 2019 | Seules les bêtes                              |                     | Dominik Moll                         |                                    |
| 2021 | The French Dispatch                           | Policía             | Wes Anderson                         |                                    |
| 2022 | Bleat                                         | Hombre              | Yorgos Lanthimos                     | Cortometraje                       |
| 2022 | The Sixth Child                               | Franck              | Léopold Legrand                      |                                    |
| 2023 | A Silence                                     | Pierre              | Joachim Lafosse                      |                                    |
| 2023 | Pobres Criaturas                              | Padre               | Yorgos Lanthimos                     |                                    |

## Reconocimiento

### Premios Lumiere
- Mejor actor revelación por Rester vertical (Nominado)
- Mejor actor secundario por En liberté ! (Nominado)

### Premios César
- Mejor actor revelación por Rester vertical (Nominado)

- Mejor actor secundario por En liberté ! (Nominado)
- Mejor actor por Les Misérables (película de 2019) (Nominado)